# Simon iz Lipnice
Sveti Simon iz Lipnice, (poljsko Szymon z Lipnicy), poljski frančiškan, svetnik katoliške Cerkve, zavetnik študentov in mesta Krakov, * okrog 1435/1440, Lipnica, † 18. julij 1482, Krakov, Poljska.

## Življenje
Rodil se je v vasi Lipnica v osrednji Poljski očetu Gregorju in materi Ani v precej revni družini. Svojo bistrost in pobožnost je dokazal že v župnijski šoli, zato so mu omogočili, da se je leta 1454 preselil v Krakow, kjer je obiskoval slavno Jagielonsko univerzo. Namesto šestih grošev je tam plačal samo en groš šolnine. Navdušen nad pridigami sv. Janeza Kapistrana je leta 1457 zaprosil, da bi vstopil v frančiškanski red in bil tri leta zatem posvečen v duhovnika. Po zgledu sv. Janeza Kapistrana in sv. Bernardina Sienskega je širil pobožnost do Jezusovega Imena, že leta 1463 pa je postal prvi manjši brat, pridigar v wawelski stolnici, kar priča o njegovi priljubljenosti in sposobnosti. Ko je 1482 izbruhnila epidemija kuge, se je posvetil skrbi za bolnike in se tudi sam okužil. Po nekaj dneh hude bolezni je umrl. Želel je biti pokopan pod cerkvenim pragom, da bi vsi hodili po njem.

## Beatifikacija
Za blaženega ga je razglasil papež Inocenc XI. 24. februarja 1685.

## Kanonizacija
Proces kanonizacije se je začel že v 18. stoletju, a je zaradi vojnih razmer zastal. Obnovljen je bil 1948 pod papežem Pijem XII. in se zaključil 3. junija 2007, ko je papež Benedikt XVI. na trgu sv. Petra v Rimu bl. Simona razglasil za svetnika.